# خلل التعظم الترقوي القحفي
خلل التعظم الترقوي القحفي (بالإنجليزية: Cleidocranial dysostosis)‏ أو خلل التنسج الترقوي القحفي
(بالإنجليزية: cleidocranial dysplasia)‏ هو عيب خلقي غالبا ما يصيب العظام والأسنان، وعادة ما تكون الترقوة فيه إما ضعيفة أو غائبة، مما يسمح للكتفين بالاقتراب من بعضهما البعض. ولا يُغلق الجزء الأمامي من الجمجمة في كثير من الأحيان إلا متأخرا، وغالبا ما تكون الأجزاء المتضررة أقصر من الطول المتوسط. وقد تشمل الأعراض الأخرى بروز الجبين، والعيون الواسعة، والأسنان غير الطبيعية، والأنف المسطح، وتختلف الأعراض بين الناس، بينما يكون معدل الذكاء طبيعيا عادة.
وتكون الحالة إما موروثة من والدي الشخص عن طريق جين جسدي سائد أو تحدث كطفرة جديدة، ويرجع ذلك إلى وجود خلل في الجين RUNX2 الذي يشارك في تكوين العظام. ويتم الاشتباه في التشخيص على أساس الأعراض والأشعة السينية مع تأكيده بواسطة الاختبارات الجينية. وتشمل الحالات الأخرى التي يمكن أن تنتج أعراض مماثلة خلل تنسج نهايات الفك السفلي، وسوء التعظم التكثفي، تكون العظم الناقص، ومتلازمة هاجدو- تشيني.
ويشمل العلاج تدابير داعمة، مثل جهاز لحماية الجمجمة ورعاية الأسنان، ويمكن إجراء الجراحة لإصلاح بعض حالات تشوهات العظام، ويكون متوسط العمر المتوقع طبيعي.
يصيب هذا المرض واحد من كل مليون شخص، حيث يتأثر به الذكور والإناث على حد سواء. وترجع الأوصاف الحديثة لتاريخ الحالة إلى 1896 على الأقل. ويأتي مصطلح (Cleidocranial dysostosis) من cleido بمعنى الترقوة، وdysostosis بمعني تكوّن عظام غير طبيعية.

## العلامات والأعراض

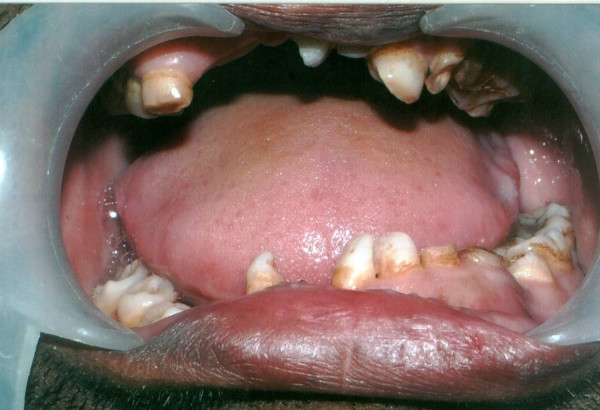
فم يُظهر العديد الأسنان اللبنية وهناك بعض الأسنان المفقودة.

خلل التعظم الترقوي القحفي هو مرض عام يصيب الهيكل العظمي؛ لذلك تُستمد تسميته من الترقوة (cleido-) وتشوهات الجمجمة التي تكون موجودة معه في كثير من الأحيان.
وعادة ما يعاني المرضى من تورم غير مؤلم في منطقة الترقوة في عمر 2-3 سنوات. وتشمل السمات الشائعة للحالة:
- قد تكون الترقوة مفقودة جزئيا تاركةً فقط الجزء الإنسي من العظام، وتكون مفقودة تماما في 10٪ من الحالات،[12] مما يسمح بفرط حركة الكتفين بما في ذلك القدرة على تلامس الكتفين معا أمام الصدر،[13] ويكون ذلك العيب ثنائي في 80٪ من الحالات.[14] وقد تسبب الترقوة الجزئية أعراض تلف الأعصاب، وبالتالي يجب إزالتها عن طريق الجراحة.
- يكون الفك السفلي بارزا؛ بسبب نقص تنسج الفك العلوي وعظام الوجه الأخرى.[13]
- وجود بقعة لينة أو منطقة لينة كبيرة في الجزء العلوي من الرأس، حيث فشل اليافوخ في الإغلاق، أو قد يُغلِق اليافوخ في وقت متأخر.
- نقص نمو العظام والمفاصل، فيكون المريض أقصر وأصغر من أشقائه غير المصابين بهذه الحالة.
- تشمل الأسنان الدائمة أسنان زائدة، وما لم تتم إزالة هذه الأعداد الكبيرة من الأسنان الزائدة سوف يتم حشد الأسنان البالغة في الفك ناقص النمو. وإذا كان الأمر كذلك، فمن المحتمل أن يكون هناك حاجة إلى إزالتها لتوفير مساحة كافية للأسنان البالغة. وقد لوحظ ما يصل إلى 13 سِنة زائدة، وقد يتم أيضا تهجير الأسنان، كما قد يكون تكوين أسمنت الأسنان ناقصا.[15]
- فشل بزوغ الأسنان الدائمة.
- بروز (انتفاخ) الجبهة.
- درز الجمجمة المفتوح، واليافوخ الكبير.
- فرط التباعد.
- تأخر تعظم العظام التي تشكل الارتفاق العاني، مما ينتج عنه توسع الارتفاق.
- حدوث الورك الفحجاء، مما يسبب الحد من التبعيد، فتنتج مشية ترندلينبورغ.
- قصر السلامى الأوسط من الإصبع الخامس،[16] مما يسبب أحيانا قصر الإصبع.[17]
- تشوهات في العمود الفقري.[16]
- يمكن أن يحدث تهيج الضفيرة العضدية في حالات نادرة.[12]
- يمكن أن يحدث أيضا انحراف العمود الفقري جانبيا، وتشقق العمود الفقري، وتكهف النخاع.[12]

وهناك سمات أخرى هي: بروز العظم الجداري، وعدم انغلاق الدرز الجبهي، وهياكل الأذن غير الطبيعية مع فقدان السمع، والأضلع الزائدة، وصغر عظمة الكتف وعُلُوها، ونقص تنسج عظام الحرقفة، وغياب عظم العانة، وقصر أو غياب عظم الشظية، وقصر أو غياب عظم الكعبرة، ونقص تنسج السلاميات الطرفية.

## علم الجينات
عادة ما يحدث خلل التعظم الترقوي القحفي بواسطة جين جسمي سائد، ولكن في بعض الحالات يكون السبب غير معروف. ويحدث ذلك نتيجة قصور فرداني ناجم عن طفرات في الجين CBFA1 (ويسمى أيضا Runx2) الذي يقع على الذراع القصير للكروموسوم 6، ويشفر عامل النسخ المطلوب لتمايز الخلايا بانية العظم، مما يؤدي إلى تأخير تعظم هياكل خط الوسط من الجسم، وخاصة العظم الغشائي.
وهناك مقال جديد يفيد بأن سبب هذه الحالة قد يكون عيب في الجين CBFA1 الموجود على الذراع القصير من كروموسوم 6p21، وهو جين هام وحيوي لتمايز الخلايا الجذعية إلى الخلايا بانية العظم؛ لذا قد يسبب أي خلل في هذا الجين عيوب في تشكيل العظام الغشائية والغضروفية.

## التشخيص
هناك سمات مختلفة لخلل التعظم، ويساعد التصوير الإشعاعي على تأكيد التشخيص، ويمكن حساب حجم الترقوة أثناء الحمل باستخدام المخططات البيانية المتاحة، كما يمكن أحيانا ملاحظة العظام الدرزية في الجمجمة.
ويتم التشخيص بوجود العلامات السريرية والإشعاعية النموذجية و/أو عن طريق تحديد متغير الممراض المتباين في الجين RUNX2.
- منظر بانورامي للفكين يُظهر عدة أسنان زائدة غير بازغة تحاكي أسنان الضواحك مع غياب زوايا الفك، ونقص نمو الجيب الفكي العلوي في خلل التعظم الترقوي القحفي.
- ضعف تطور الترقوة مع قفص صدري على شكل جرس في شخص مصاب بخلل التعظم الترقوي القحفي.

## العلاج
قد يكون التصحيح الجراحي ضروريا في عمر 5 سنوات؛ لمنع حدوث أي تشوه. وإذا كانت الأم تعاني من خلل التنسج، قد يكون التوليد القيصري ضروريا. وقد تكون الجراحة القحفية الوجهية ضرورية لتصحيح عيوب الجمجمة، ويتم علاج الورك الفحجاء عن طريق القطع التصحيحي من عظم الفخذ، بينما إذا كان هناك تهيج في الضفيرة العضدية مع وجود ألم وخدر، فإن استئصال بقايا الترقوة يمكن أن ضروريا لإزالة الضغط عليها، وفي حالة اليافوخ المفتوح، قد ينصح طبيب العظام باستخدام غطاء مناسب للرأس؛ للحماية من الإصابة.

## توقع سير المرض
قد ذكرت العديد من الدراسات أن متوسط العمر المتوقع يبدو طبيعيا للأشخاص الذين يعانون من خلل التعظم الترقوي القحفي.

## وبائيات
يصيب خلل التعظم الترقوي القحفي واحد من كل مليون شخص تقريبا.

## حالات مشهورة
- في عام 1987، سقطت فتاة صغيرة تُدعى جيسيكا مكلور في بئر ضيق تابع لممتلكات عائلتها في تكساس، وعندما وصل رون شورت إلى الموقع، وهو مقاول ولد دون ترقوة؛ بسبب خلل التعظم الترقوي القحفي، وبالتالي يمكنه ضم كتفيه للعمل في زوايا ضيقة، عرض النزول لإنقاذها، لكن المنقذين قاموا بإنقاذ ماكلور بنجاح من البئر.[25][26]
- ولد الممثل الطفل غاتن ماتارازو مصابا بخلل التعظم الترقوي القحفي الذي أدرج في قصة شخصيته في مسلسل «أشياء غريبة».[27]

## روابط خارجية
- خلل التعظم الترقوي القحفي على مشروع الدليل المفتوح